# Fernando Díaz (marino)
Fernando Díaz (isla de Margarita -aguas del río Orinoco, 17 de diciembre de 1816) fue un marino venezolano que participó en la Guerra de Independencia de Venezuela.

## Biografía
Provenía de una familia con tradición naval, sus hermanos Antonio y Domingo eran a su vez marinos en la escuadra republicana. En 1816 sale junto al Almirante Brión y su hermano el capitán Antonio Díaz para Guayana. mientras recorría el Orinoco con tres flecheras, se encontró con doce buques de las fuerzas sutiles realistas con las cuales traba batalla. Bajo tal inferioridad numérica el Capitán Fernando Díaz es derrotado, es hecho prisionero y posteriormente ejecutado junto con su tripulación.